# Dean Saunders
Dean Nicholas Saunders (Swansea, 21 de Junho de 1964) é um ex-futebolista galês e atualmente treinador e comentador desportivo.
Em 1998, enquanto jogador do Sheffield United, Saunders fez um gol no mínimo curioso, num lance de rara esperteza. Após um lançamento longo, em que a bola correu rente à lateral do campo, o goleiro do Port Vale, Paul Musselwhite saiu para dividir a bola com Saunders e a jogou para a lateral. Mas a mesma bateu na placa de publicidade e voltou na mão de Saunders, que não pensou 2 vezes. Pegou a bola, e a repôs em jogo batendo o lateral nas costas de Musselwhite, que voltava desesperadamente para a sua meta, e chutou para o gol vazio. Esse gol foi considerado pela ESPN amercana um dos mais bizarros da história.

## Títulos
Swansea City
- Copa de Gales: 1983

Liverpool
- Copa da Inglaterra: 1992

Aston Villa
- Copa da Liga Inglesa: 1994